# Distretto di Choco
Il distretto di Choco è uno dei quattordici distretti della provincia di Castilla, in Perù. Si trova nella regione di Arequipa e si estende su una superficie di 904,33 chilometri quadrati.

Istituito il 2 gennaio 1857, ha per capitale la città di Choco; al censimento 2005 contava 1.235 abitanti.